# Пі Жисю
Пі Жисю (*皮日休, 834—883) — китайський державний службовець та поет часів занепаду династії Тан, автор відомих афоризмів.

## Життєпис
Народився у м. Сянян (сучасна провінція Хубей). У 867 році успішно склав імператорський іспит та здобув вищий вчений ступінь цзіньши. У 868 році був спрямований з інспекцією до м. Сучжоу, а наступного року отримав посаду губернатора цього міста. У 878–880 роках бере участь у боротьбі проти очільника повстанців Хуан Чао, проте зазнав невдачі й вимушений був залишити Сучжоу. Згодом відійшов від справ, проте під час розгрому армії Хуан Чао у 883 році Пі Жисю було вбито.

## Творчість
Був одним з відомих поетів часів падіння династії Тан. Найвідомішим є вірш «Люншанські попуги». За талантом порівнювався з Лу Ґуйменом, тому час «занепаду Тан», коли творили обидва ці поети, сучасниками було названо «часом Пі й Лу». Є автором сатиричних творів, так званих «дрібниць» (сяо піньвень), афоризмів: «У давнину вбивали людину — гнівалися; нині людину вбивають — і сміються». «У давнину чиновників ставили розганяти розбійників, нині чиновників ставлять розбійничати». «У давнину той, хто правив людьми, на себе звалював всю Піднебесну, і люди сумували про нього; нині ж ті, хто керує людьми, самі здерлися на Піднебесну, і люди сумують за нею».